# Chaos Theory – Splinter Cell 3 Soundtrack
Chaos Theory - Splinter Cell 3 Soundtrack - ścieżka dźwiękowa do gry komputerowej Tom Clancy’s Splinter Cell: Chaos Theory. Ósmy album w dorobku Amona Tobina.

## Lista utworów
| 1.  | The Lighthouse       | 5:05  |
|     |                      |       |
| 2.  | Ruthless             | 5:15  |
|     |                      |       |
| 3.  | Theme From Battery   | 4:26  |
|     |                      |       |
| 4.  | Kokubo Sosho Stealth | 3:26  |
|     |                      |       |
| 5.  | El Cargo             | 4:23  |
|     |                      |       |
| 6.  | Displaced            | 6:58  |
|     |                      |       |
| 7.  | Ruthless (Reprise)   | 4:27  |
|     |                      |       |
| 8.  | Kokubo Sosho Battle  | 4:16  |
|     |                      |       |
| 9.  | Hokkaido             | 3:01  |
|     |                      |       |
| 10. | The Clean Up         | 7:00  |
|     |                      |       |
|     |                      | 48:17 |
|     |                      |       |